# Operationel risiko
Operationel risiko er en samlebetegnelse for alle de risici, som en virksomhed er udsat for ud over kreditrisiko, markedsrisiko og likviditetsrisiko. Den omfatter uforudsete begivenheders indtræden, som påvirker virksomheden negativt, f.eks. nedbrud af it-systemer.
Karakteren af operationel risiko er bredspektret og kan umiddelbart ikke indgå i virksomhedens eller bankens risikoopgørelser, men må søges afhjulpet i virksomhedens daglige drift.